# وزارت صلح
وزارت صلح (به انگلیسی: Ministry of Peace) برابر مینی‌ پَکس در زبان نوین (به انگلیسی: Minipax) یکی از چهار وزارتخانه اینگسوس، حکومت اوشنیا در کتاب ۱۹۸۴ نوشته جورج اورول است. این وزارتخانه هدایت جنگ را به عهده دارد.